# Spanish Town
Spanish Town är Jamaicas tredje största stad, och var landets huvudstad fram till 1872. Spanish Town hade 147 152 invånare 2011.

## Kända personer
- Grace Jones, fotomodell och skådespelare